# Juventus Italia Football Club 1925-1926
Questa pagina raccoglie le informazioni riguardanti la Juventus Italia Football Club nelle competizioni ufficiali della stagione 1925-1926.

## Stagione
Nella stagione 1925-1926 la Juventus Italia ha disputato il girone A del campionato di Seconda Divisione Nord. Con i 19 punti ottenuti sul campo si è piazzata in settima posizione.
I tricolori, notevolmente ridimensionati dalla perdita di diversi vecchi calciatori che hanno abbandonato l'attività sportiva, ha portato in prima squadra diversi giocatori cresciuti nella seconda squadra (la squadra "allievi" che disputava il campionato di quinta divisione).
Il risultato finale, in funzione della ridimensionamento dei campionati riscritti dalla Carta di Viareggio, è sostanzialmente giusto. Il club non ha mai lottato per rimanere fra le migliori e meritare l'ammissione alla nuova Prima Divisione 1926-1927.
I tabellini completi pubblicati dalla Gazzetta dello Sport sono pochissimi perché, avendo ridotto notevolmente gli spazi per le categorie inferiori alla massima serie a partire dalla stagione 1922-1923, vengono citati soltanto quelli delle squadre vincenti e non quelli delle squadre avversarie e la Juventus Italia in questa stagione ha vinto solo 8 partite.
Tabellini non pubblicati dalla Gazzetta dello Sport e citati in bibliografia:
- Juventus Italia della partita del 18 aprile 1926: Atalanta-Juventus Italia 5-0;

I due quotidiani di Como hanno pubblicato dei due tabellini della Juventus Italia solo i marcatori Pagenstecher e Pirotta (2 gol), ma non le due formazioni tricolori.

## Rosa
| N. |                           | Ruolo | Calciatore        |
| -- | ------------------------- | ----- | ----------------- |
|    | Italia (bandiera)         | C     | Luigi Besia       |
|    | Italia (bandiera)         | P     | Luigi Binda       |
|    | Italia (bandiera)         | P     | Bona              |
|    | Italia (bandiera)         | C     | Riccardo Cerri    |
|    | Italia (bandiera)         | C     | Angelo Fenini     |
|    | Italia (bandiera)         | A     | Girola            |
|    | non conosciuta (bandiera) | A     | Hirschler         |
|    | Italia (bandiera)         | C     | Maggi (II)        |
|    | Italia (bandiera)         | C     | Rinaldo Marchini  |
|    | Italia (bandiera)         | A     | Ermanno Missaglia |

| N. |                           | Ruolo | Calciatore      |
| -- | ------------------------- | ----- | --------------- |
|    | non conosciuta (bandiera) | A     | Pagenstecher    |
|    | Italia (bandiera)         | A     | Panigas         |
|    | Italia (bandiera)         | D     | Marino Pezzotta |
|    | Italia (bandiera)         | A     | Pirola          |
|    | Italia (bandiera)         | C     | Pirotta         |
|    | Italia (bandiera)         | D     | Ponti           |
|    | Italia (bandiera)         | A     | Tellini         |
|    | Italia (bandiera)         | C     | Vanoli          |
|    | Italia (bandiera)         | C     | Zuliani         |